# Berken
Berken là một đô thị ở huyện Wangen ở bang Bern ở Thụy Sĩ. Đô thị này có diện tích 1,39 km², dân số năm 2020 là 44 người.